# Šošma
La Šošma (in russo Шошма?) è un fiume della Russia europea orientale, affluente di destra del fiume Vjatka (bacino idrografico della Kama). Scorre nei rajon Arskij e Baltasinskij del Tatarstan e nel rajon Malmyžskij dell'oblast' di Kirov. 
Il fiume ha origine 7 km a nord-ovest del villaggio di Novy Ašit. Scorre attraverso una pianura relativamente elevata. La valle del fiume è solcata da numerosi burroni profondi e stretti. La larghezza del fiume nel corso medio è di 20-30 metri, alla città di Malmyž di 40 metri e presso la foce di 60 metri. Ha una lunghezza di 105 km, il suo bacino è di 1880 km². Sfocia nella Viatka a 158 km dalla foce. Oltre alla città di Malmyž, tocca l'insediamento di Baltasi.